# 吳其靁
吳其靁（？—1650年），字清聞，常州府宜興縣人，南明政治人物。

## 生平
吳其靁是弘光元年（1645年）的選貢，永曆初年擔任中書舍人知制誥，轉任簡討，兵科、吏科都給事中。李成棟反正，耿獻忠、洪天擢等人都得顯用，吳其靁上疏指出反正是李成棟功勞，與文臣無關。這些人升任大官是封賞過濫，傷害國體。陳邦傅請求世代鎮守粵西，他又上奏此並非制度，同時彈劾中書舍人張立光；袁彭年入宮後傲慢無禮，他也特別上疏彈劾。李元胤執政，吳其靁上言：「肅清文武職官整頓朝綱，獎勵新舊廉潔作為榜樣。內閣六部四衙門總兵以下的移會用手揭，這是三百年的舊規。現在文武大臣有初朝、二朝、三朝、四朝、五朝、六朝的分別，各自應該建立為功，以表明共同盡忠的本心。」李元胤等人對他懷恨在心；御營副總兵陳凱藉此彈劾他貪污和結黨。永曆帝卻罷免陳凱，吳其靁覺得不安樂，連夜離去。永曆三年（1649年）五月，雲南士兵棄守永州，瞿式耜上請讓他擔任僉都御史總監兩廣軍隊出擊。次年（1650年）桂林失陷，吳其靁逃到雒容，憤恨而死。

## 引用
1. 1 2  錢海岳《南明史·卷五十九·列傳第三十五》：吳其靁，字清聞，宜興人。弘光元年選貢。永曆初，以中書舍人知制誥，累遷簡討，兵科、吏科都給事中。李成棟反正，耿獻忠、洪天擢等皆顯用，疏言反正乃成棟功，於文臣何與？躥居卿貳，賞太濫，有傷國體。陳邦傅請世守粵西，疏劾非制，並劾中書張立光。袁彭年入直，不遜，特疏參之。
2. ↑  錢海岳《南明史·卷五十九·列傳第三十五》：李元胤用事，上言：「清文武職掌以肅朝綱，勵新舊廉恥以別人品。內閣六部四衙門總兵以下移會用手揭，此三百年舊規。今文武諸臣有初朝、二朝、三朝、四朝、五朝、六朝之別，各宜建立為功，以昭靖共自獻之本心。」元胤等銜之。御營副總兵陳凱承指劾其靁貪官結黨。上罷凱，其靁不自安，遂宵遁。三年五月，滇兵棄永州，瞿式耜請為僉都御史總監兩廣軍再出。桂林陷，走雒容，憤恨卒。